# Alejandra Díaz
Alejandra Francisca Díaz Palestini (Santiago, 13 de septiembre de 1983) es una educadora de párvulos, actriz, vedette, política y modelo chilena.

## Biografía

### Primeros años
Comenzó a modelar a los 14 años de edad.
Su padre jugó fútbol en Palestino, en divisiones menores, se iba a ir a probar a Magallanes pero tuvo un accidente automovilístico.

### Educación
Estudió Educación Parvularia en la Universidad del Mar, obteniendo su título profesional el 2 de julio de 2009.

### Trayectoria
Fue modelo del programa de CDF Show de Goles junto a Mónica Jiménez.
En 2008 dijo: 

"Mi ventaja es que no hago escándalos para sobresalir ni hacerme más conocida en televisión, no me involucro en cahuines de futbolistas, peleas, etc., cosas que solo te hacen quedar como una mujer tonta, sin aptitudes, que no resalta por su trabajo u otras cualidades. A mi más bien me interesa que me conozcan por mi trabajo de modelo y Show Woman".

Fue Miss Axe Playboy Chile 2008. Apareció en la revista Playboy argentina en marzo de 2009.
Fue Reina del diario La Cuarta en 2008 y 2009.
Trabajó como modelo y actriz en el programa de Megavisión Morandé con Compañía (MCC) y en la revista de Ernesto Belloni.
En el programa Show de Goles, donde fue modelo, apostó que se equipo favorito, Universidad de Chile, ganaría, perdió y tuvo que hacer una performance con polera mojada.
También fue la ganadora del concurso Miss viva Chile.

### Política
En 2009 dijo "No me preocupa la política, por lo mismo, no me he inscrito en los registros electorales".
Sin embargo, incursionando en política, en las elecciones municipales de 2012 se presentó como candidata a la alcaldía de la Municipalidad de San Bernardo para el período 2012-2016, resultado electa concejala con el 2,07% de los votos.
Sobre el génesis de su candidatura, Díaz dijo que: 

“La idea nació por una plática con un amigo concejal, igual yo lo había pensado para el futuro, pero conversando con mi conocido me convenció, viendo que soy profesional y que además podría ser un aporte. Me pareció una excelente idea y una forma distinta de desarrollarme”. Aunque la modelo no vive en San Bernardo, comentó que si tiene nexos con la comuna: “Yo no vivo en San Bernardo, pero sí tengo familia, un negocio y muchos amigos. Yo creo que a la hora de trabajar en una comuna no tiene que ver tanto si vives o no allí. Hay muchos concejales o alcaldes que no pertenecen a las comunas donde trabajan. Al final lo importante es conocer y empaparse de las necesidades”. Consultada sobre la vestimenta que utilizará si sale electa, Díaz comentó: “Soy una persona joven que quizás puede usar escote y minifalda, si una tiene el cuerpo necesario se puede hacer igual. Obviamente no iré de falda y escote al municipio. Creo que no tiene que ver el adorno que uno use, todo va acorde a la edad. Quizás ayude para que estén todos los políticos, jejejé”.

## Vida personal
Es aficionada al gimnasio y también a las pastas y admitió que su placer culpable son los chocolates y las tortas.
Díaz tiene implantes mamarios, y en 2014 se sometió a una segunda cirugía, para agrandarlos, porque no había quedado conforme.

### Detención
El 11 de junio de 2015 fue detenida por Carabineros luego de que Díaz acudiera a comprar en un supermercado en el que adquirió productos que en total costaban 214 mil pesos, pero por los que solo había accedido a pagar 87 mil, lo que derivó en una discusión con la cajera del supermercado.
“Yo no tengo una calculadora en la cabeza (…) vivo hace veinte años en Ciudad Satélite y conozco a todo el mundo. O sea, me da mucha vergüenza pasar por todo lo que es estar adentro, toda la noche durmiendo en un calabozo, estar acá, estar con delincuentes”, dijo Díaz tras la audiencia de formalización.
Finalmente la modelo fue dejada en libertad junto a su primo que la acompañaba al momento de ocurrido el incidente.